# Leiopotherapon
Leiopotherapon é um género de peixe da família Terapontidae.
Este género contém as seguintes espécies:
- Leiopotherapon aheneus (Mees, 1963)
- Leiopotherapon macrolepis Vari, 1978
- Leiopotherapon plumbeus (Kner, 1864)
- Leiopotherapon unicolor (Günther, 1859)